# Duomo di Volterra
La cattedrale di Santa Maria Assunta è il luogo di culto cattolico principale di Volterra, in provincia di Pisa, chiesa madre dell'omonima diocesi. Nel novembre del 1957 papa Pio XII l'ha elevata alla dignità di basilica minore.

## Storia e descrizione
Non è sicuro quale sia stata la prima cattedrale cittadina; in ogni caso a partire dal IX secolo esisteva una chiesa dedicata a Santa Maria. Ricostruita dopo il violento terremoto del 1117 e consacrata da Papa Callisto II il 20 maggio 1120, fu poi ampliata nella seconda metà del Duecento.
La cattedrale mostra nel transetto una decorazione di gusto classico, includente lunette ornate con la tecnica dell'ornato appiattito di gusto preromanico, e rombi digradanti che accoglievano al centro bacini ceramici. Gli stessi rombi sono presenti anche nella facciata a salienti, ripartita in tre comparti da lesene quadrangolari di tipo lombardo. Il portale marmoreo è costituito da materiale di reimpiego proveniente dal teatro romano di Vallebuona.

### Interno

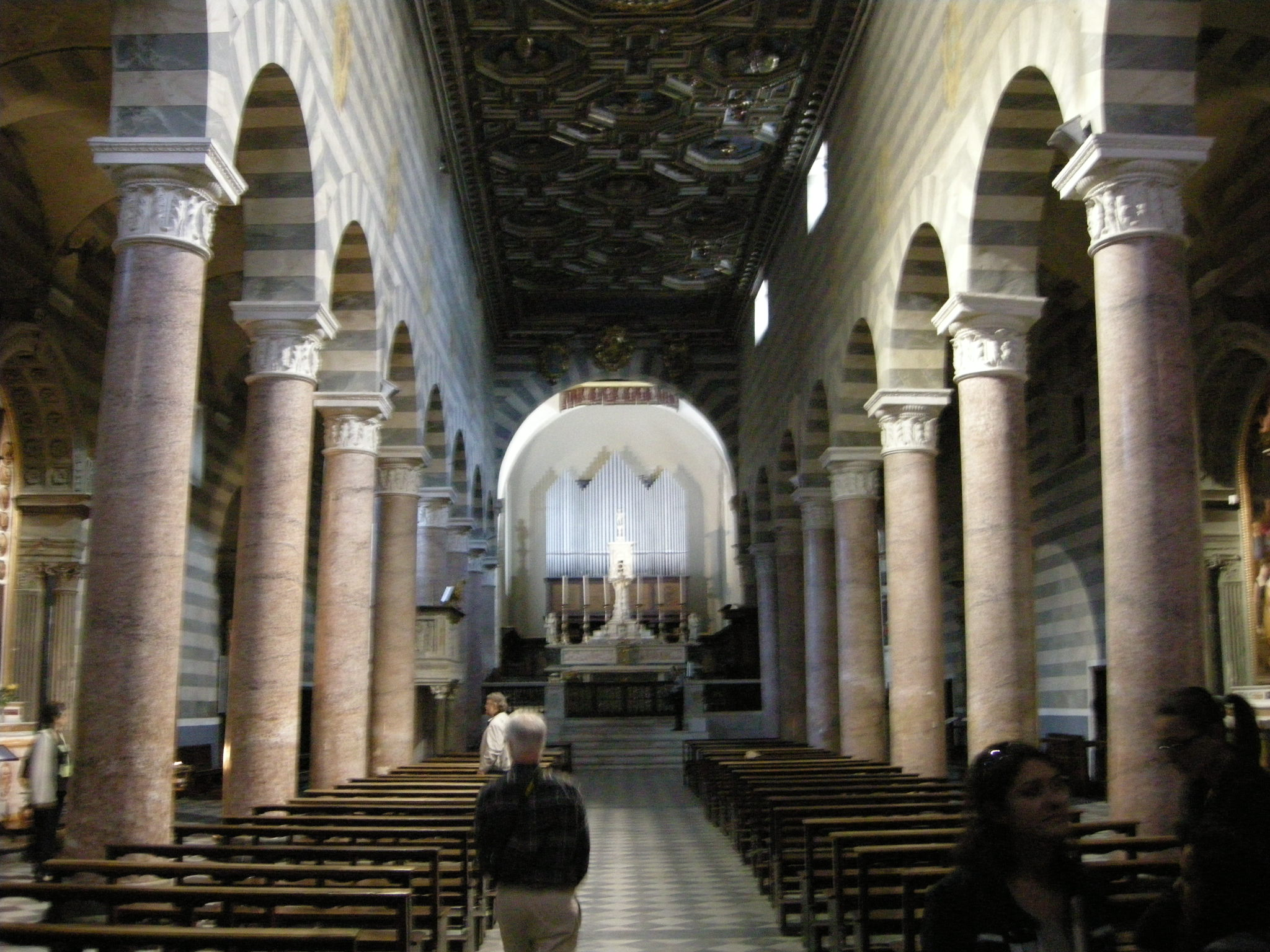
Interno

L'interno, pur conservando nella struttura e nell'impianto la forma basilicale a croce latina a tre navate, offre un aspetto tardo-rinascimentale. Lo spazio è diviso da ventidue colonne rivestite di stucco simulante granito rosa, intervento eseguito nell'ambito del restauro del 1842-1843, mentre i capitelli in stucco bianco realizzati nel Cinquecento e messi a oro sono di Leonardo Ricciarelli. Anche le pareti dipinte a bande bianche e grigie, il presbiterio e il pavimento sono frutto del restauro ottocentesco.
La navata mediana e il transetto sono coperti da un grandioso soffitto a cassettoni, meraviglioso insieme di elementi geometrici, decorativi, floreali, di figure di santi, di due grandi ovali dell'Assunta e dello Spirito Santo, progettato da Francesco Capriani, intagliato da Jacopo Paolini, e messo a oro da Fulvio Tucci fra il 1580 e il 1584. Sulla linea delle navate si aprono sei cappelle, che accolgono opere di pittori del secondo Cinquecento.
Le pale raffigurano, nella navata destra, l'Offerta della città alla Vergine di Pieter de Witte (1578), la Natività della Vergine di Francesco Curradi e la Presentazione di Maria al Tempio di Giovan Battista Naldini; nella navata sinistra, il Martirio di San Sebastiano di Leonardo Cungi, eseguita nel 1588, baroccesca per l'accensione dei colori ed il patetismo dei personaggi, l'Annunciazione di Fra Bartolomeo Della Porta (1497) e l'Immacolata Concezione di Niccolò Circignani.

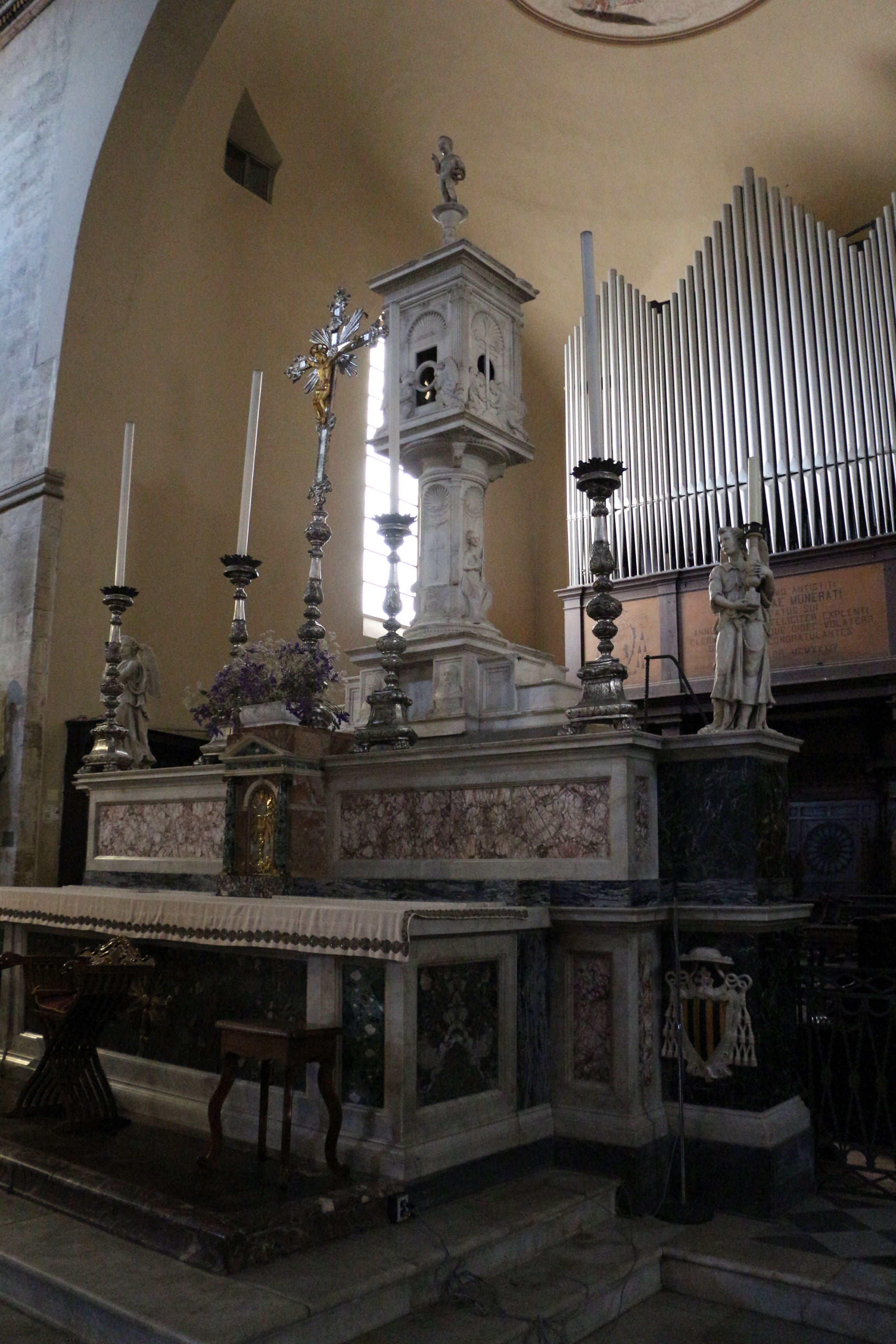
L'altare maggiore

Nel 1584 fu ricomposto il pulpito con parti di suppellettile del XII secolo, dovuto probabilmente allo scultore pisano Bonamico. L'altare maggiore ospita l'elegante ciborio di Mino da Fiesole (1471). Ai lati, sopra due colonne tortili del XII secolo, sono collocati due angeli cerifori che sarebbero stati eseguiti dallo stesso Mino. Dietro si apre la cappella maggiore o coro, i cui stalli, di forme gotiche, furono eseguiti da maestranze senesi alla fine del XIV secolo.
A ridosso della parete di fondo dell'abside si trova l'organo a canne Tamburini opus 159, costruito nel 1934 ed integro nelle sue caratteristiche foniche originarie. A trasmissione elettrica, dispone di 21 registri distribuiti su due manuali e pedale.
Al centro della volta è raffigurato l'Eterno Padre, frammento di un ciclo pittorico eseguito da Niccolò Circignani con Storie della vita della Vergine. A destra dell'altare, la prima cappella conserva le reliquie di Sant'Ottaviano, racchiuse in un sarcofago marmoreo eseguito da Raffaello di Andrea Cioli da Settignano. Nella cappella accanto è custodito il gruppo ligneo della Deposizione (1228), capolavoro della scultura lignea romanica.
A sinistra è la cappella dove sono conservate le spoglie di Sant'Ugo, vescovo di Volterra nel XII secolo. Segue la cappella della Madonna del Barbialla o dei Chierici, scultura lignea di Francesco di Valdambrino (primo ventennio del XV secolo). Segue al lato del transetto destro la cappella del Sacramento, decorata dagli stucchi di Leonardo Ricciarelli e dalle pitture di Santi di Tito, Giovanni Balducci e Agostino Veracini, mentre al lato del transetto sinistro si trova la cappella dedicata a San Paolo, adornata con marmi pregiati e alla cui decorazione furono chiamati Gherardo Silvani, Giovanni Caccini, Giovanni da San Giovanni, Domenico Zampieri, Matteo Rosselli e Francesco Curradi.
Infine, a onore del grande animatore della Riforma cattolica, si costruì, lungo i fianchi della cattedrale, un'altra cappella nella quale troneggia la tela di Jacopo Chimenti detto l'Empoli raffigurante San Carlo in preghiera davanti alla Vergine.

### Il gruppo scultoreo dellaDeposizione

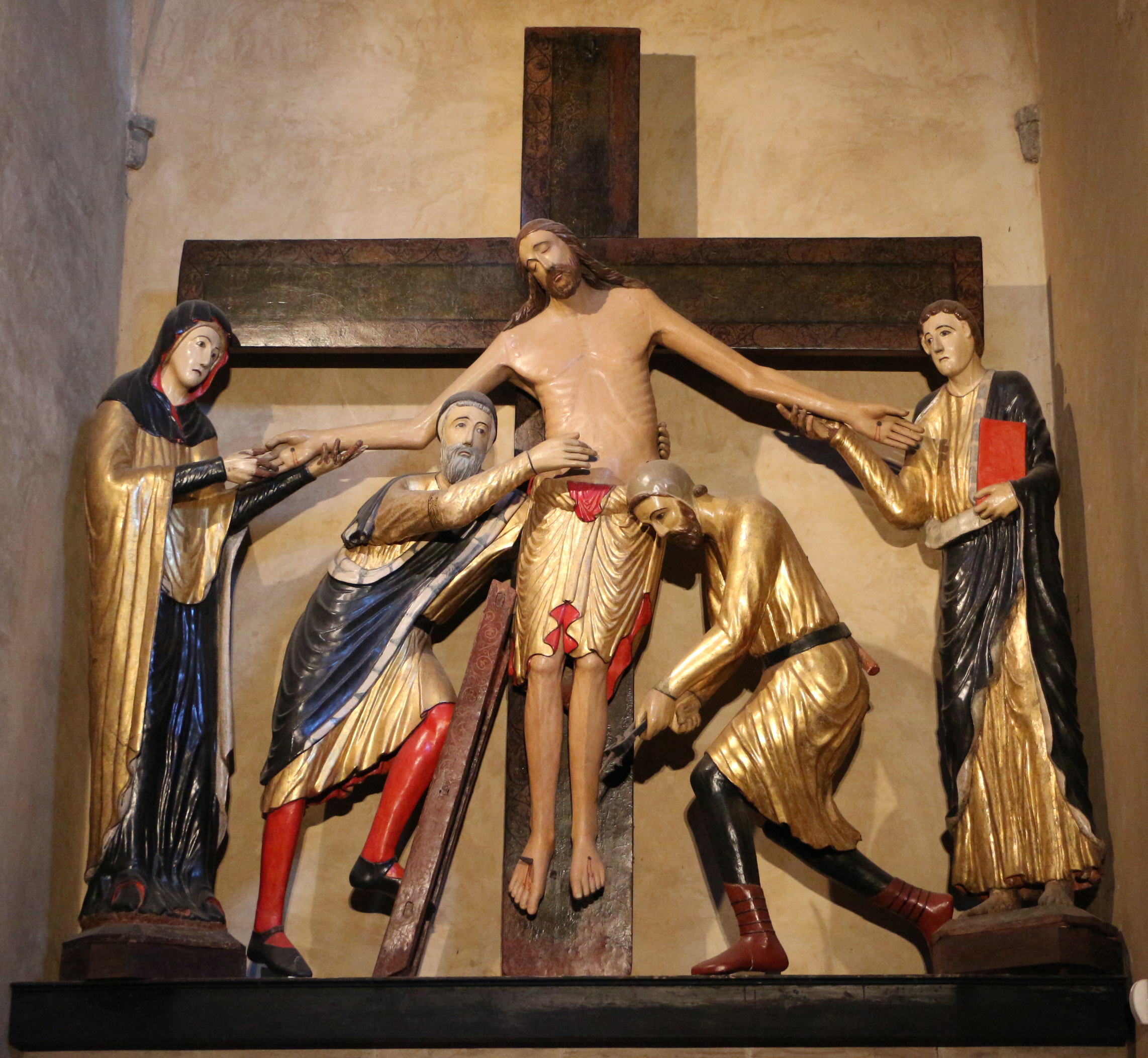
Il gruppo ligneo della Deposizione

Si tratta della opera d'arte più antica che si conservi ancora all'interno del duomo.
Per la sua datazione solitamente si fa ricorso ad un documento datato 3 gennaio 1228 nel quale il vescovo di Volterra Pagano elargiva una particolare indulgenza a chi avesse concorso al pagamento delle onerose spese per la realizzazione di tale opera. I volterrani contribuirono generosamente tanto che la cappella venne consacrata il 24 settembre dello stesso anno.
Il gruppo scultoreo, opera di maestranze volterrane, consta di cinque figure: oltre al Cristo, nell'atto di sorreggere le mani e le braccia del Deposto sono la Madonna e san Giovanni Evangelista; inoltre Giuseppe d'Arimatea e Nicodemo raffigurati mentre si affannano con scale e arnesi.

### Cappelle esterne e campanile
Del complesso della cattedrale fa parte anche la cappella dell'Addolorata, dove sono custoditi due gruppi statuari in terracotta dipinta, attribuiti ad Andrea della Robbia: il Presepio, con l'affresco della Cavalcata dei Magi di Benozzo Gozzoli, e l'Adorazione dei Magi. Nell'attigua cappella, dedicata al Santissimo Nome di Gesù, è conservata, in un ricco reliquiario d'argento, una tavoletta con il monogramma di Cristo, che si ritiene dipinto da San Bernardino da Siena. Sulla linea della facciata, separato dalla cattedrale dalla Cappella dell'Addolorata, si erge il campanile rettangolare, con dodici bifore e quattro occhi; fu innalzato nel 1493 in sostituzione del vecchio che minacciava di rovinare.

## Galleria d'immagini

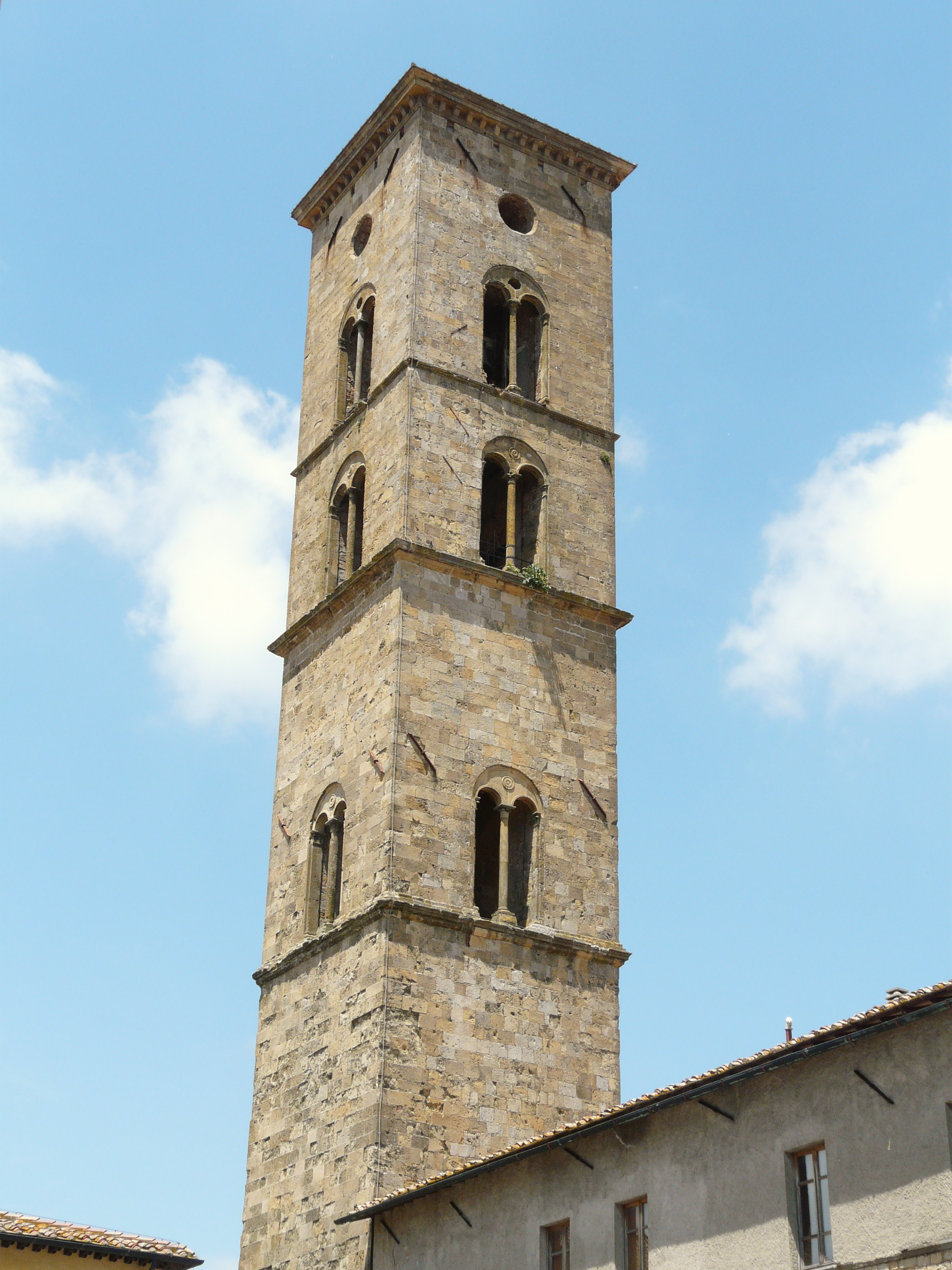
Campanile
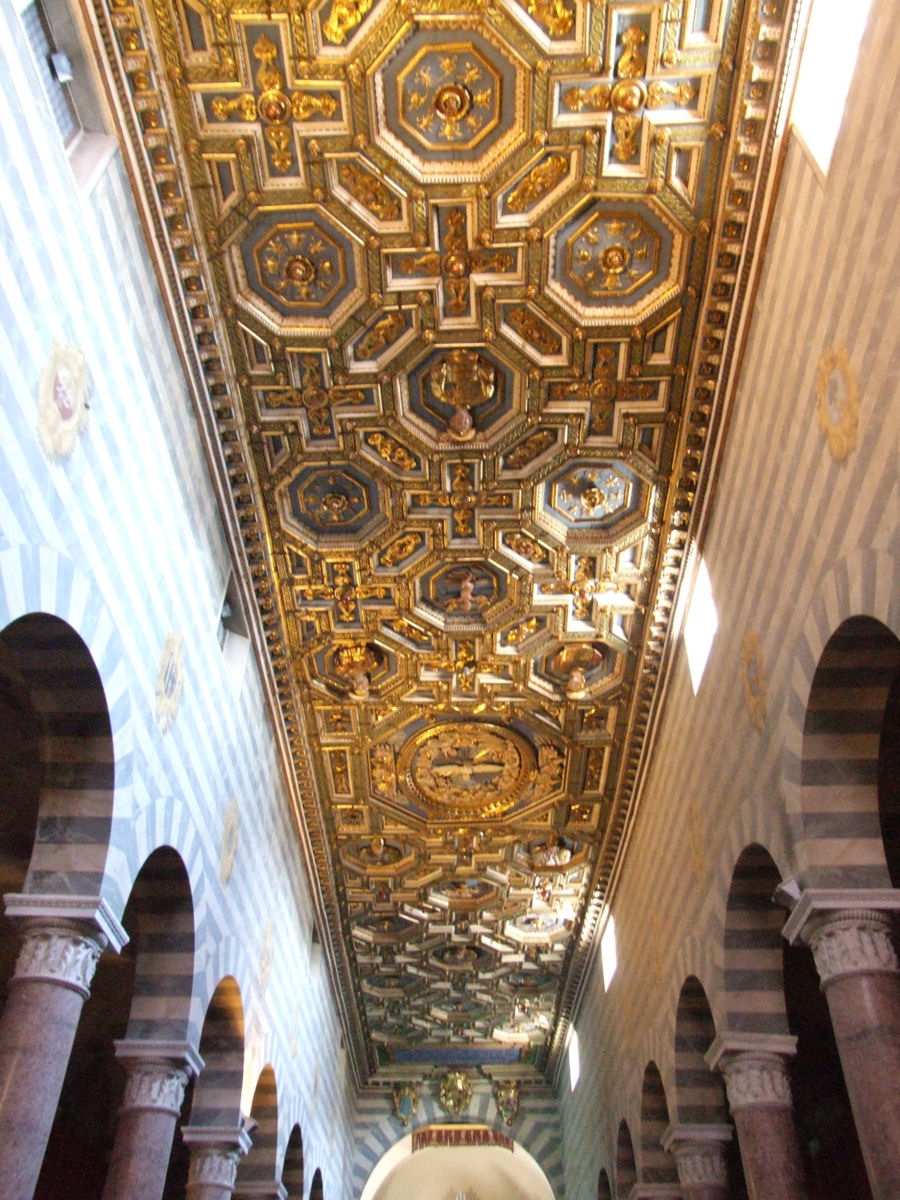
Soffitto della navata centrale
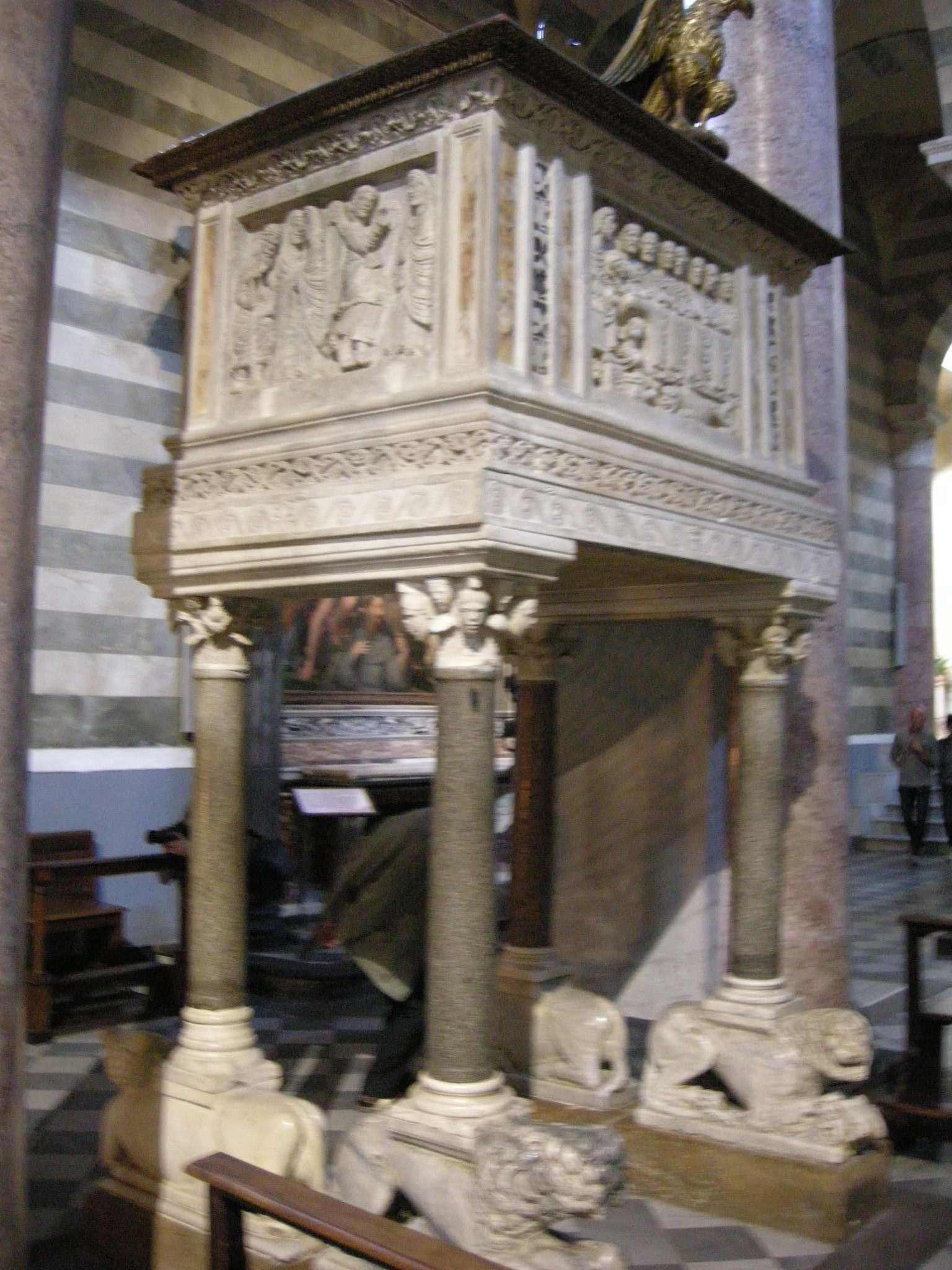
Il pulpito
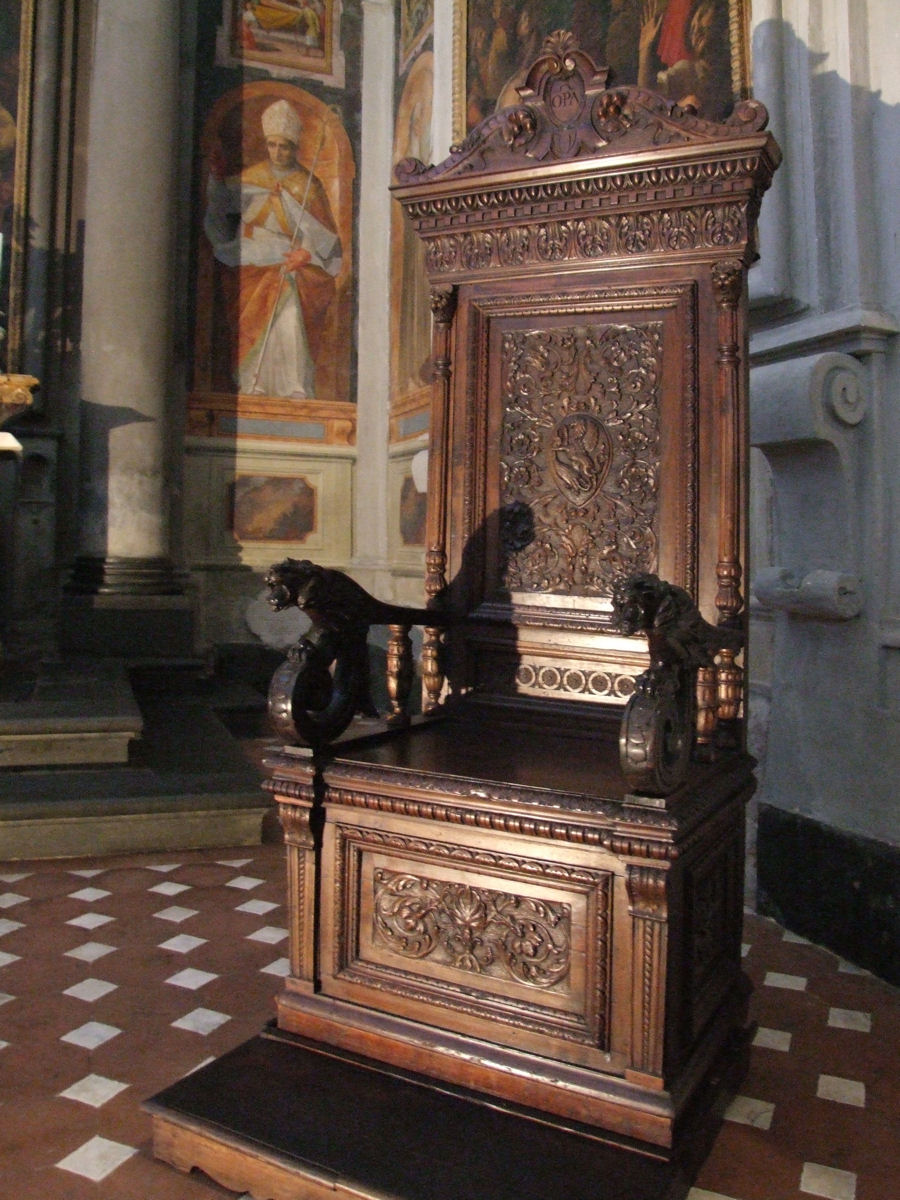
La cattedra episcopale
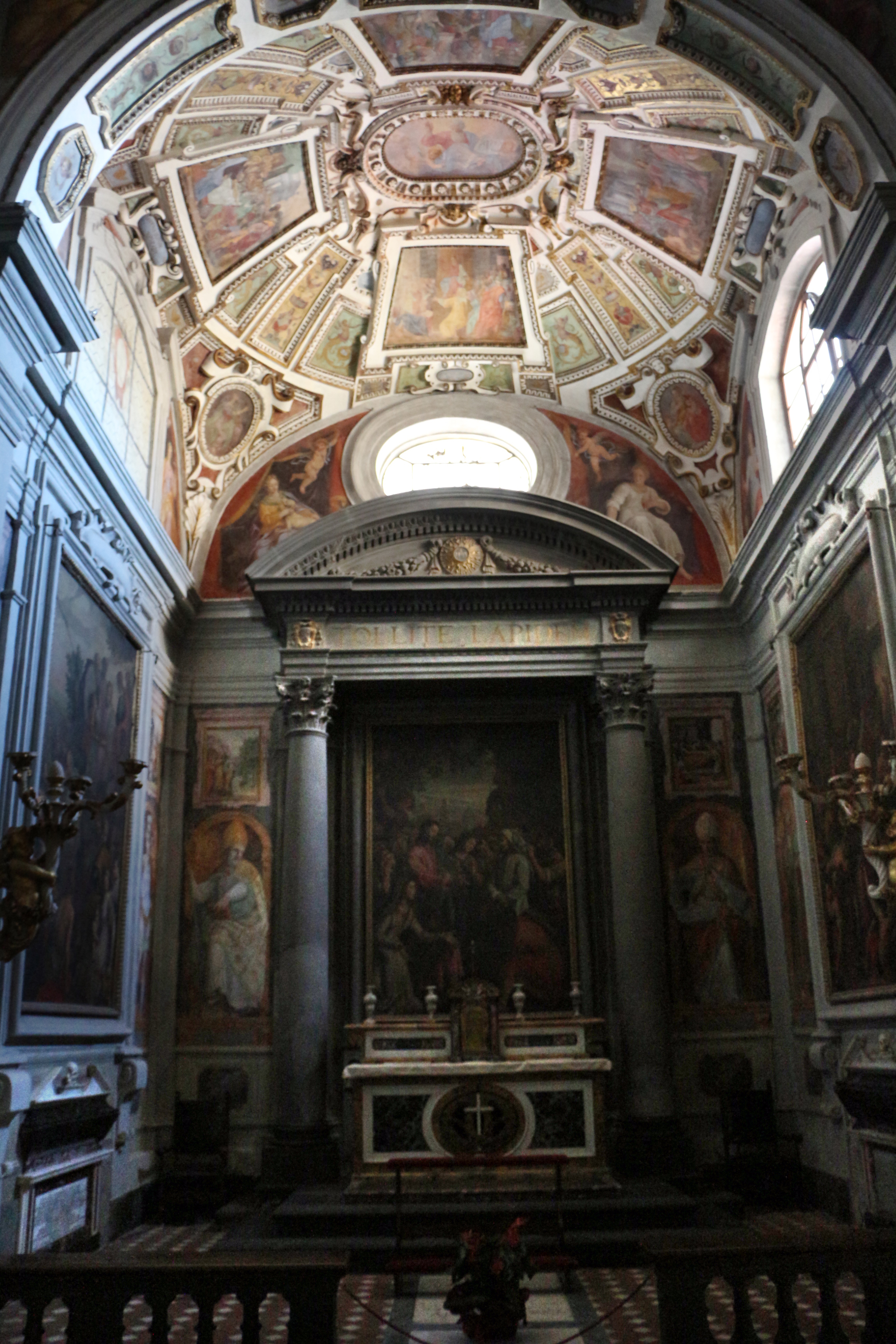
Cappella del Santissimo Sacramento
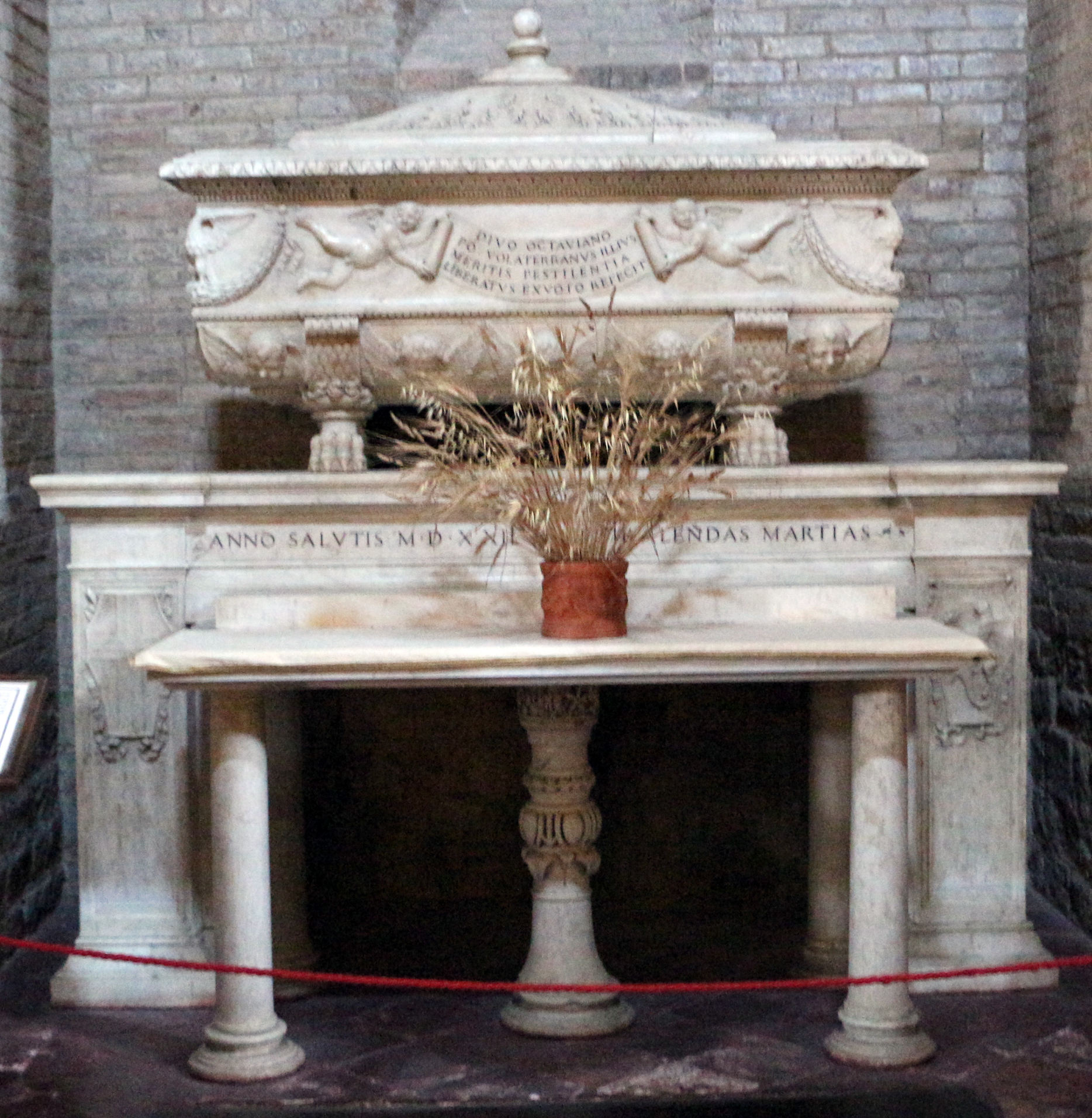
Arca di Sant'Ottaviano, di Raffaello di Andrea Cioli
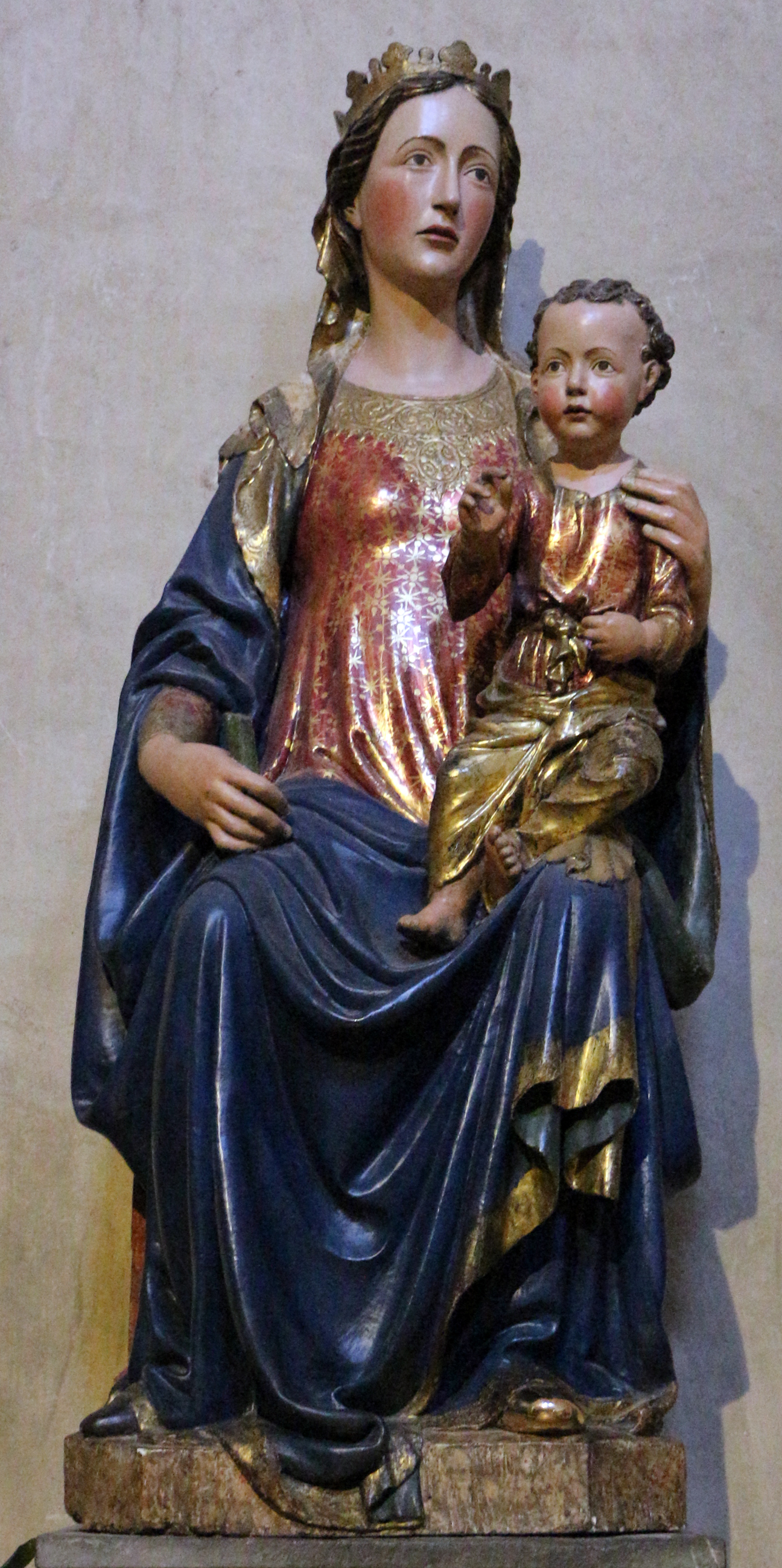
Madonna dei Chierici di Francesco Valdambrino
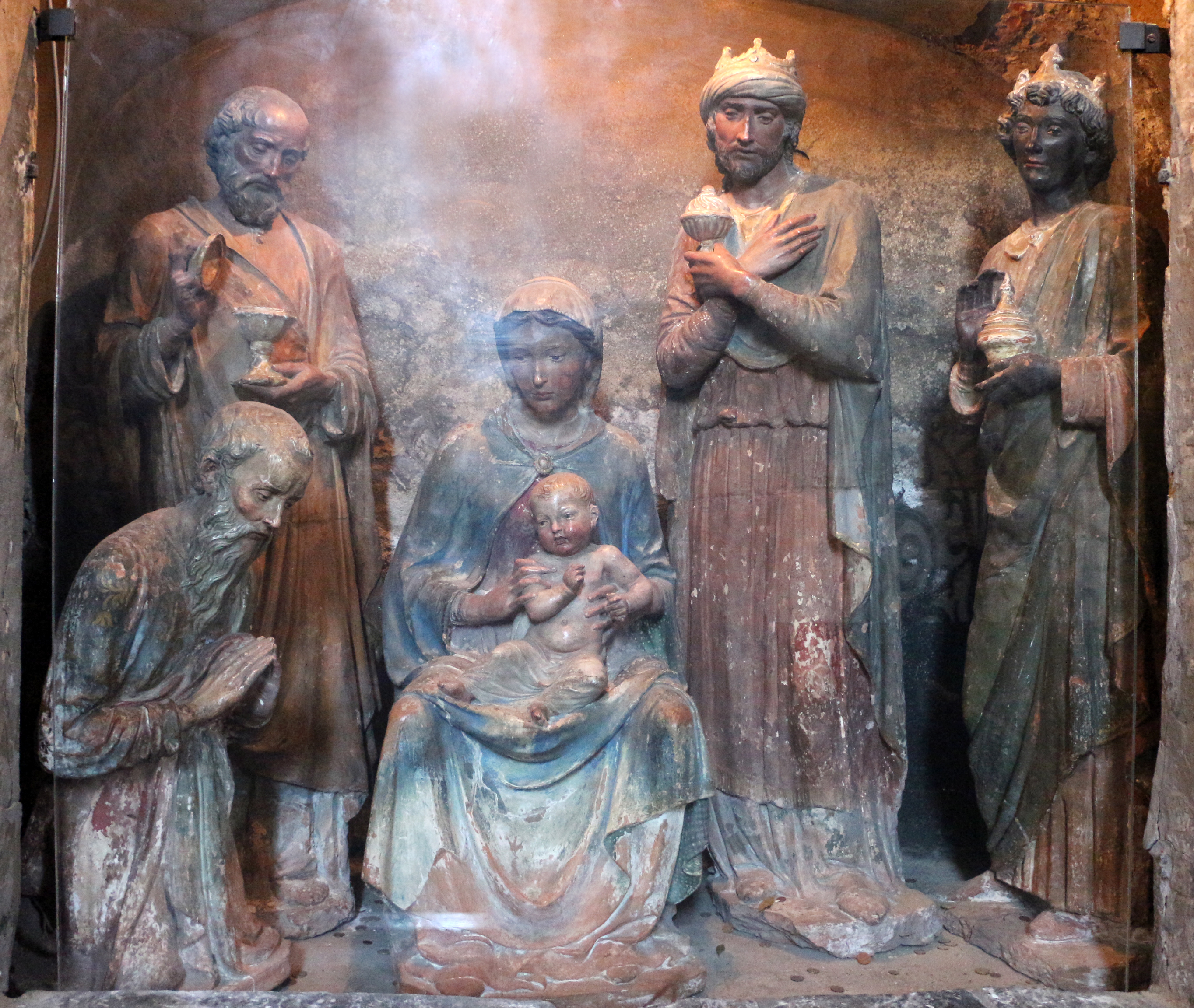
Adorazione dei Magi attribuita ad Andrea della Robbia